# Per tutto il tempo che ci resta
Per tutto il tempo che ci resta és una pel·lícula dramàtica italiana del 1998 dirigida per Vincenzo Terracciano.

## Argument
A la Campània una nena de dotze anys, Cristina, és violada per un adult, i tant ella com la seva mare acusen a Don Francesco Grimaldi, el rector de la parròquia. Se n'encarrega de la defensa del rector el seu amic Giorgio Nappi, un fiscal de 50 anys que ha deixat la seva feina decebut. Giorgio és convençut de la innocència del rector i sospita de Michele Galvano, el poderós "padrino" local a qui s'havia enfrontat sovint el sacerdot. A base de cercar proves contradictòries aconsegueix que el tribunal l'absolgui, però li queden dubtes i decideix fer una recerca per les antigues parròquies on va estar Don Francesco, on descobreix una part fosca del sacerdot que ell desconeixia. Ho confronta amb el rector, i aquest reconeix alguns pecats.

## Repartiment
- Ennio Fantastichini: Giorgio Nappi
- Vincenzo Peluso: Giovanni Viola
- Emilio Bonucci: don Francesco Grimaldi
- Clara Bindi: signora Contursi
- Mariano Rigillo: Michele Galvano
- Isa Danieli: Aida Esposito
- Imma Piro: Maria Condurro
- Giovanni Esposito: agent dactilògraf
- Alessandra Celi: sor Aldina
- Lello Serao: Michele